# Liste der Kunstwerke im öffentlichen Raum in Linz-St. Magdalena
Diese Liste der Kunstwerke im öffentlichen Raum in Linz-St. Magdalena enthält die vom Archiv der Stadt Linz gelisteten Kunstwerke im öffentlichen Raum im Stadtteil St. Magdalena.
Denkmäler, profane Skulpturen und Plastiken, sakrale Kleindenkmäler, Brunnen, Gedenktafeln oder Kunst am Bau wurden in die Listen aufgenommen, sofern sie dauerhaft installiert und vom Archiv der Stadt Linz als Kunst im öffentlichen Raum (Public Art) verzeichnet und mit einer eindeutigen Identifikationsnummer (ID) ausgestattet sind.

## Kunstwerke
| Foto |                 | Name                                                                       | Typ          | Standort                                              | Künstler                | Datierung | Beschreibung | Metadaten |
| ---- | --------------- | -------------------------------------------------------------------------- | ------------ | ----------------------------------------------------- | ----------------------- | --------- | ------------ | --- |
| ja   | Datei hochladen | Marterl Biesenfeldweg ID: 1137                                             | Kleindenkmal | Biesenfeldweg Standort                                |                         | 1981      |              | |
| ja   | Datei hochladen | Marterl Marienberg ID: 1770                                                | Kleindenkmal | Breinbauerweg 9 Standort                              |                         | 1991      |              | |
| ja   | Datei hochladen | Donatussäule Brennerstraße ID: 1102                                        | Kleindenkmal | Brennerstraße 15 Standort                             |                         | 1750      |              | |
| ja   | Datei hochladen | Marterl Freistädter Straße ID: 1654                                        | Kleindenkmal | Freistädter Straße 240 Standort                       |                         | 1840      |              | |
| ja   | Datei hochladen | Marterl Friedhof St. Magdalena ID: 1776                                    | Kleindenkmal | Friedhof St. Magdalena Standort                       | Margit Arbeithuber      | 1974      |              | |
| ja   | Datei hochladen | Marterl Gallneukirchner Straße ID: 1092 HERIS-ID: 102018 Objekt-ID: 118373 | Kleindenkmal | Gallneukirchner Straße Standort                       |                         | 1854      |              | |
| ja   | Datei hochladen | Brunnen Galvanistraße ID: 1037                                             | Brunnen      | Galvanistraße Standort                                | Udo Kirchmayr           | 1975      |              | |
| ja   | Datei hochladen | Maria mit Kind ID: 1655                                                    | Kunst am Bau | Griesmayrstraße Standort                              | Maximilian Stockenhuber | 1955      |              | |
| ja   | Datei hochladen | Marterl Griesmayrstraße ID: 1093 HERIS-ID: 102019 Objekt-ID: 118374        | Kleindenkmal | Griesmayrstraße Standort                              |                         | 1873      |              | |
| ja   | Datei hochladen | Marterl Johann-Wilhelm-Klein-Straße ID: 1538                               | Kleindenkmal | Johann-Wilhelm-Klein-Straße Standort                  |                         | 1850      |              | |
| ja   | Datei hochladen | Brunnenbecken ID: 1509                                                     | Brunnen      | Johann-Wilhelm-Klein-Straße / Mannheimstraße Standort | Matthäus Fellinger      | 1970      |              | |
| ja   | Datei hochladen | Marterl Klausenbachstraße ID: 1783                                         | Kleindenkmal | Klausenbachstraße Standort                            |                         | 1891      |              | |
| ja   | Datei hochladen | Brunnen Klausenbachstraße „Nixenbrunnen“ ID: 1846                          | Brunnen      | Klausenbachstraße 18 Standort                         | Max Stockenhuber        | 1984      |              | |
| ja   | Datei hochladen | „Waldgänger“-Kapelle ID: 1699                                              | Kleindenkmal | Leonfeldner Straße Standort                           |                         | 1800      |              | |
| ja   | Datei hochladen | Kapelle Leonfeldnerstraße ID: 1659                                         | Kleindenkmal | Leonfeldner Straße 483 Standort                       |                         | 1997      |              | |
| ja   | Datei hochladen | Pferdeeisenbahn Denkmal Leonfeldner Straße ID: 1763                        | Kleindenkmal | Leonfeldner Straße / Marienberg Standort              |                         |           |              | |
| ja   | Datei hochladen | Marterl Maderleithnerweg ID: 3111                                          | Kleindenkmal | Maderleithnerweg 39 Standort                          |                         | 1850      |              | |
| ja   | Datei hochladen | Kapelle zum leidenden Heiland ID: 1491                                     | Kleindenkmal | Magdalenastraße Standort                              |                         | 1898      |              | |
| ja   | Datei hochladen | Kriegerdenkmal St. Magdalena ID: 1490 HERIS-ID: 102034 Objekt-ID: 118389   | Gedenkstätte | Magdalenastraße Standort                              |                         | 1963      |              | |
| ja   | Datei hochladen | Brunnen St. Magdalena Ortsplatz ID: 1661                                   | Brunnen      | Ortsplatz St. Magdalena Standort                      | Max Stockenhuber        | 1975      |              | |
| ja   | Datei hochladen | Marterl Pferdebahnpromenade ID: 1767                                       | Kleindenkmal | Pferdebahnpromenade Standort                          |                         | 1700      |              | |
| ja   | Datei hochladen | Marterl Pferdebahnpromenade ID: 1662                                       | Kleindenkmal | Pferdebahnpromenade Standort                          |                         | 1723      |              | |
| ja   | Datei hochladen | Pferdeeisenbahn Denkmal ID: 1105 HERIS-ID: 102035 Objekt-ID: 118390        | Kleindenkmal | Pferdebahnpromenade Standort                          |                         | 1982      |              | |
| ja   | Datei hochladen | Brunnen Pferdebahnpromenade ID: 1529                                       | Brunnen      | Pferdebahnpromenade Standort                          | Max Stockenhuber        | 1982      |              | |
| ja   | Datei hochladen | Kapelle Pulvermühlstraße 1 ID: 1664                                        | Kleindenkmal | Pulvermühlstraße 1 Standort                           |                         | 1885      |              | |
| ja   | Datei hochladen | Marterl Pulvermühlstraße ID: 1097                                          | Kleindenkmal | Pulvermühlstraße 17 Standort                          |                         | 1604      |              | |
| ja   | Datei hochladen | Johann Winetzhammer ID: 1581                                               | Kleindenkmal | Schatzweg 177 Standort                                | Max Stockenhuber        | 1996      |              | |
| ja   | Datei hochladen | Brunnen Bildungszentrum St. Magdalena ID: 3079                             | Brunnen      | Schatzweg 177 Standort                                | Osamu Nakajima          | 1971      |              | |
| ja   | Datei hochladen | Eule Pegasus Sonnenrad ID: 1580                                            | Kunst am Bau | Schatzweg 177 Standort                                |                         | 1976      |              | |
| ja   | Datei hochladen | Pferdeeisenbahn ID: 1660                                                   | Gedenktafel  | Pferdebahnpromenade Standort                          | Max Stockenhuber        | 1998      |              | Standort: Die Tafel wurde vom Ortsplatz entfernt und hängt jetzt auf der Pferdebahnpromenade hinter dem Pferdeeisenbahn-Brunnen. |
| ja   | Datei hochladen | Pferdeeisenbahn Gedenktafel ID: 1502                                       | Gedenktafel  | Standort                                              |                         | 1931      |              | |